# St. Andreas (Hollenstedt)

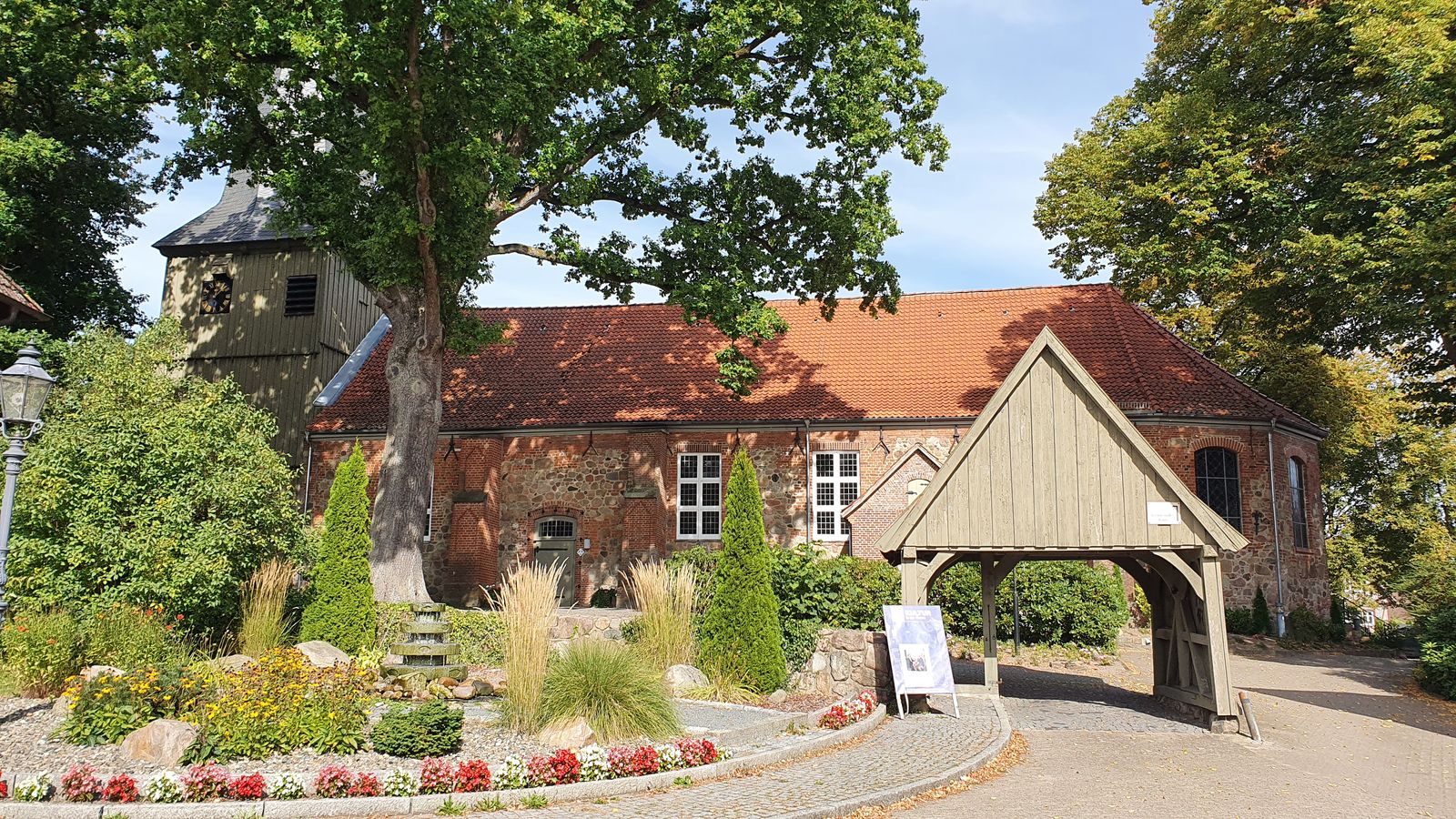
Hollenstedt, St. Andreas

Die evangelisch-lutherische Kirche St. Andreas steht in Hollenstedt, einer Gemeinde im Landkreis Harburg von Niedersachsen. Die Kirchengemeinde gehört zum Kirchenkreis Hittfeld im Sprengel Lüneburg der Evangelisch-lutherischen Landeskirche Hannover.

## Beschreibung
Die barocke Saalkirche wurde um 1700 aus Feld- und Backsteinen erbaut. Das Kirchenschiff ist im Osten fünfseitig abgeschlossen. Im Westen steht ein hölzerner Glockenturm, der mit einem achtseitigen, schiefergedeckten, spitzen Helm bedeckt ist. Er wurde bereits 1662 errichtet. Die Wände des mit einem Satteldach bedeckten Kirchenschiffs werden von Strebepfeilern gestützt. 
Der Innenraum ist mit einem flachen, segmentbogigen Tonnengewölbe überspannt. Im Westen befindet sich eine Empore, auf der die 1888 von Carl Johann Heinrich Röver gebaute Orgel steht. Zur Kirchenausstattung gehört ein um 1700 gebautes Altarretabel mit gewundenen Säulen, das mit Akanthus verziert ist. Bekrönt wird es vom Auferstandenen. Das hölzerne Taufbecken steht auf Balustern. Zur Kanzel gehört ein ausladender Schalldeckel. An der Brüstung wurde 1726 eine Sanduhr angebracht.